# 拉巴蒂罗朗
拉巴蒂罗朗（法語：La Bâtie-Rolland，法語發音：[la bati ʁɔlɑ̃]）是法国德龙省的一个市镇，位于该省西南部，属于尼永斯区。

## 地理
拉巴蒂罗朗（44°33'14"N, 4°51'54"E）面积8.33 平方千米，位于法国奥弗涅-罗讷-阿尔卑斯大区德龙省，该省份为法国东南部内陆省份，北起顺时针与伊泽尔省、上阿尔卑斯省、上普罗旺斯阿尔卑斯省、沃克吕兹省和阿尔代什省接壤。
与拉巴蒂罗朗接壤的市镇（或旧市镇、城区）包括：拉贝居德德马藏克、鲁比永河畔邦略、雅布龙河畔蒙布谢、波特昂瓦尔代讷、皮日龙、鲁比永河畔圣热尔韦、索泽、拉图什。

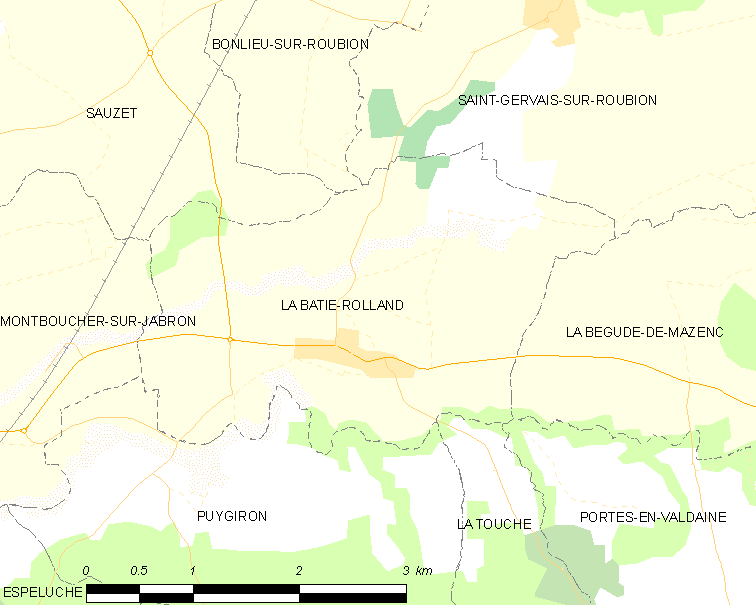
拉巴蒂罗朗的OSM定位图

拉巴蒂罗朗的时区为UTC+01:00、UTC+02:00（夏令时）。

## 行政
拉巴蒂罗朗的邮政编码为26160，INSEE市镇编码为26031。

## 政治
拉巴蒂罗朗所属的省级选区为迪约勒菲县。

## 人口

1962-2008年间拉巴蒂罗朗人口变化图示

拉巴蒂罗朗于2022年1月1日时的人口数量为1068人。